# 레플리카
레플리카(영어: replica)의 본래의 정의는 제작자 자신에 의해 만들어진 사본 (복제품)을 의미하는 말이다. 현재 이 단어는 단순한 복제품을 의미하는 단어로 사용된다.

## 박물관
레플리카는 종종 박물관의 전시 등 역사학적인 목적으로 제작된다. 때로는 원래 존재하지 않는 경우도 있다. 박물관 전시에서는 문화재 등의 전시물은 온도 · 습도, 조명, 공기, 진동 등 자료에 미치는 영향을 고려하여 전시 환경을 조성하고 목재와 금속 제품 등은 합성 수지 등을 이용한 보존 처리를 실시하여 전시가 이루어지는데, 자료의 유전자 존재 상태가 나쁘고, 박물관 시설로의 이동이 상태에 악영향을 미칠 우려가 있거나 하는 경우 등에는 레플리카를 제작하여 대용으로 전시한다.

## 같이 보기
- 복사
- 스케일 모델